# Zeche Recklinghausen
Die Zeche Recklinghausen war ein Steinkohlebergwerk im Süden der Stadt Recklinghausen.

## Bergwerksgeschichte
Die belgische Aktiengesellschaft Société Civile Belge des Charbonnages d' Herne-Bochum begann im Jahr 1869 mit dem Abteufen eines ersten Schachts. Der Schacht Clerget wurde von den Bergleuten bald Klärchen genannt. Wegen des Deutsch-Französischen Kriegs von 1870/71 wurden die Arbeiten zunächst unterbrochen, aber unmittelbar nach Kriegsende wieder aufgenommen. 1873 wurden bei einer Teufe von 225 Metern die Steinkohle führenden Schichten erreicht.
1882 begann das Abteufen eines weiteren Schachts in Hochlarmark, der zunächst Clerget II genannt wurde. 1883 erreichte dieser Schacht bei einer Teufe von 254 Metern die Flöze, ein Jahr später wurde die Förderung aufgenommen. 1889 wurde das Bergwerk von der Harpener Bergbau AG übernommen und die Schächte in Recklinghausen I und Recklinghausen II umbenannt.
1899 bzw. 1901 wurden unmittelbar neben den alten Schächten zwei weitere abgeteuft. Zur gleichen Zeit entstand neben Recklinghausen II die Dreieck-Siedlung. Auf Recklinghausen I wurde zwischen 1889 und 1931 eine Kokerei betrieben. Auch auf Recklinghausen II wurde zwischen 1891 und 1928 Koks erzeugt.
Als Folge der Weltwirtschaftskrise wurde Schacht Recklinghausen I stillgelegt. Das Grubenfeld wurde von nun an von Recklinghausen II ausgebeutet. Einige auf Recklinghausen I beschäftigte Bergleute wurden nach Schacht II übernommen, die meisten jedoch entlassen.
Während des Zweiten Weltkriegs wurde die Kokerei  Recklinghausen I zwischen 1937 und 1945 erneut betrieben.
Die Zeche Recklinghausen war häufig von Grubenunglücken betroffen. Insgesamt sieben Zwischenfälle mit 57 Todesopfern sind dokumentiert:
- Am 30. April 1889 ereignete sich auf Schacht 2 eine Schlagwetterexplosion mit drei Todesopfern.
- Eine weitere Schlagwetterexplosion am 14. August 1895 auf der Schachtanlage Recklinghausen II kostete drei Menschenleben.
- Am 9. Juli 1898 starben bei einem Strebbruch vier Bergleute.
- Ein Gebirgsschlag am 14. Juli 1899 kostete vier Menschen das Leben.
- Am 10. März 1900 führte eine Schlagwetterexplosion zu 19 Todesopfern.
- Eine Sprengstoffexplosion am 6. Juli 1917 auf Recklinghausen I bezahlten 16 Bergleute mit dem Leben.
- Am 23. April 1942 forderte eine erneute Schlagwetterexplosion neun Opfer.

Die Förderung auf Recklinghausen II wurde 1974 eingestellt. Das Grubenfeld und die Schächte übernahm fortan die Zeche Ewald. 1988 wurde das Baufeld Recklinghausen II abgeworfen und die Schächte bis 1990 verfüllt.

## Was geblieben ist
Heute sind von der Zeche noch Kauen- und Verwaltungsgebäude erhalten. Die Tagesanlagen von Recklinghausen I stehen seit 1981 unter Denkmalschutz. Auf Recklinghausen II in Hochlarmark zeugt bis heute das Fördergerüst von Schacht IV „Konrad Ende“ und die restaurierte Dampffördermaschine im benachbarten Maschinenhaus von der Bergbaugeschichte. Diese Dampfmaschine aus dem Jahre 1967 ist zudem die letzte, die für den deutschen Steinkohlebergbau und für industrielle Zwecke allgemein gebaut wurde. Unter der Bergehalde an der Zeche Recklinghausen II befindet sich das Trainingsbergwerk Recklinghausen, welches im Ehrenamt von engagierten Kumpeln nach Ende der RAG als Besucherbergwerk betrieben wird.

## Bilder

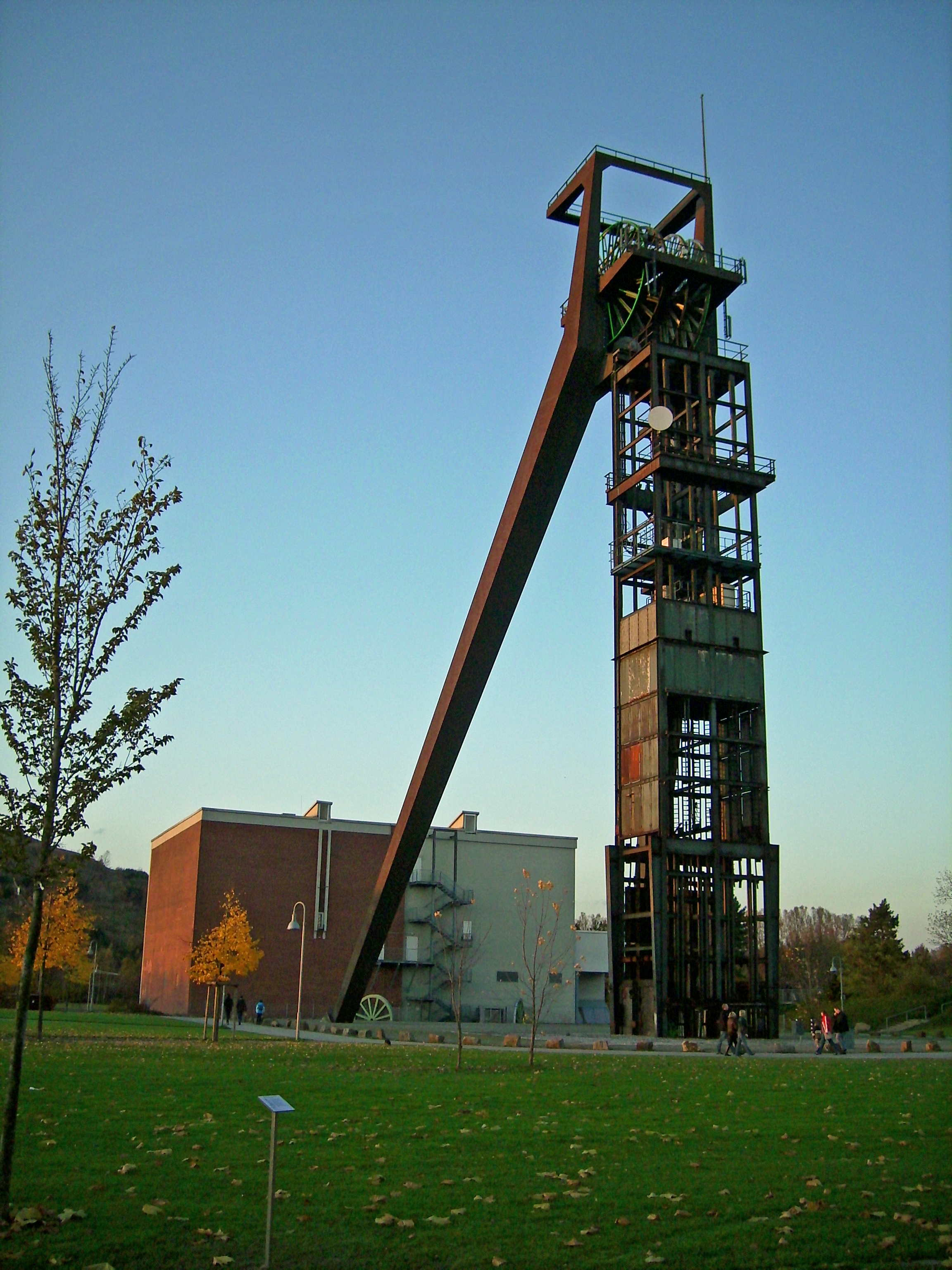
Schacht IV „Konrad Ende“ von Recklinghausen II
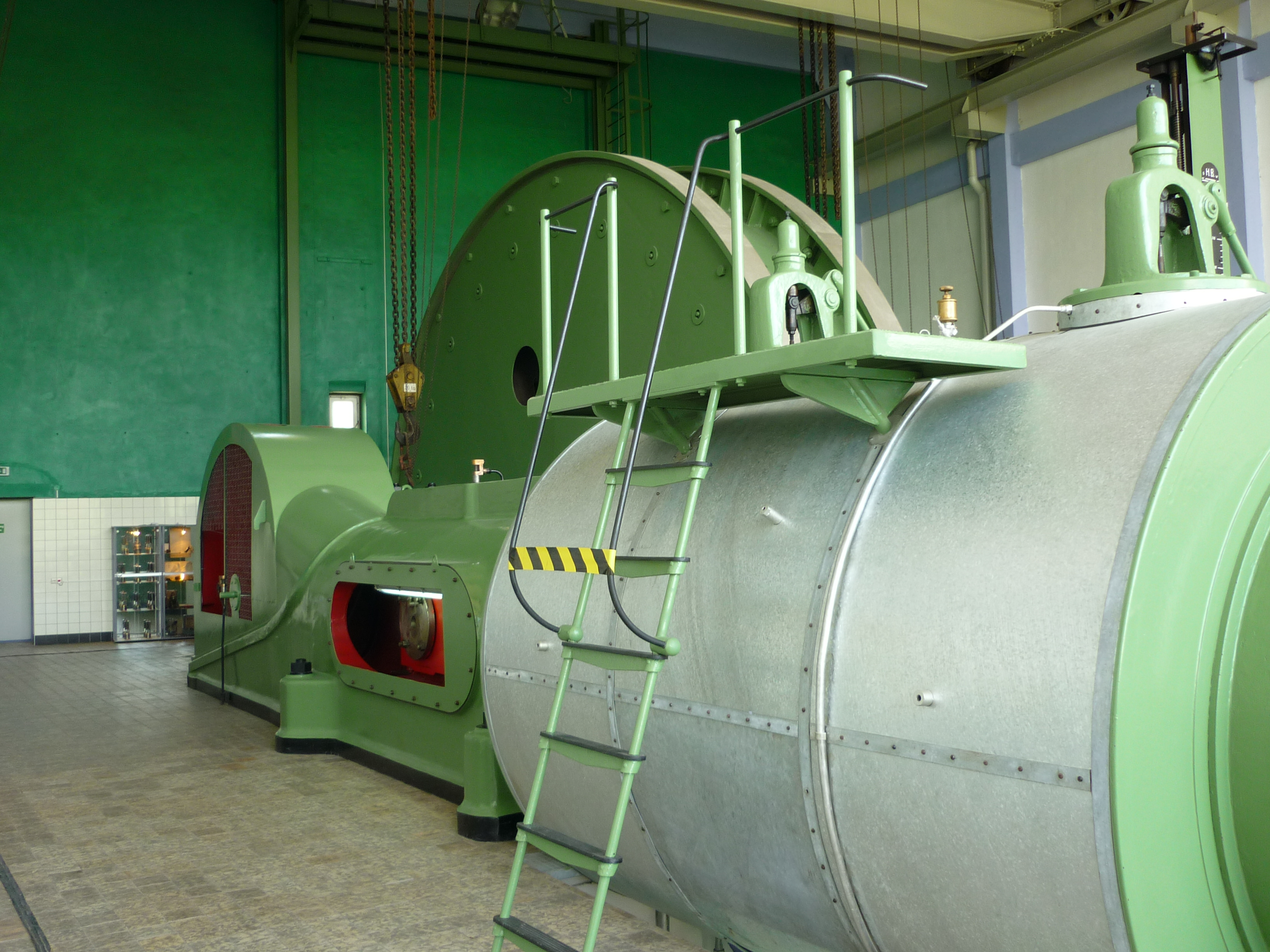
Restaurierte Dampffördermaschine, Recklinghausen II